# Daniel Vidot
Daniel Sean Vidot ( /vɪdoʊ/; Brisbane, 8 de febrero de 1990) es un luchador profesional y exjugador de rugby league australiano. Es mejor conocido por su paso por la WWE, donde actuó bajo el nombre de Xyon Quinn.
Durante su paso por la rugby league, anteriormente jugó como winger en la NRL para los Canberra Raiders, St. George Illawarra Dragons, Brisbane Broncos y los Gold Coast Titans. También jugó para los Salford Red Devils en la Super League y representó a Samoa a nivel internacional.

## Primeros años de vida
Nacido en Brisbane, Queensland, Vidot es de ascendencia samoana e irlandesa.
Vidot asistió a Sunnybank State High School y St Thomas More College en Sunnybank antes de fichar por los Canberra Raiders. En 2007, Vidot jugó contra el equipo sub-17 de Queensland. Vidot jugó para el equipo Canberra Raiders NYC en 2008-2009, incluido el equipo de los Raiders en centre que ganó la Gran Final inaugural de la Copa Toyota de 2008 contra el equipo Brisbane Broncos NYC 28-24.

## Carrera en rugby league
En la Ronda 18 de la temporada 2009 de la NRL, Vidot fue llamado para hacer su debut en la NRL de primer grado para los Canberra Raiders contra los Newcastle Knights en el wing en la derrota de los Raiders por 23-4 en el Hunter Stadium. En la ronda 18 contra los Penrith Panthers, Vidot anotó el primer try de su carrera en la NRL en la derrota de los Raiders por 27-14 en el Penrith Stadium. En la Ronda 25 contra los Newcastle Knights en el Canberra Stadium, Vidot fue enviado a la banca durante el partido después de estar en una pelea con Ben Rogers de los Knights, los Raiders ganaron el juego 30-14 y Vidot anotó un try. Vidot terminó su año de debut en la NRL jugando en 8 partidos y anotando 6 intentos para los Raiders en la temporada 2009 de la NRL.
Vidot terminó la temporada 2010 de la NRL como el máximo anotador de try de los Raiders con 16 intentos en 25 partidos. Vidot fue seleccionado en el equipo de Samoa en 2010 para jugar contra Nueva Zelanda, pero se retiró para seguir siendo elegible para jugar con Queensland.
El 30 de agosto de 2011, Vidot firmó con los St George Illawarra Dragons a partir de la temporada 2012 con un contrato de 3 años después de caer en desgracia con los Raiders, y pasó la mayor parte del año en la Copa de Queensland jugando para los Souths Logan Magpies. Vidot terminó la temporada 2011 de la NRL jugando 12 partidos y anotando 5 intentos para los Raiders.
En la Ronda 3 de la temporada 2012 de la NRL, Vidot hizo su debut en el club con los St George Illawarra Dragons contra los Wests Tigers en el ala, anotando un try en la victoria de los Dragons por 36-12 en el Jubilee Oval. Vidot terminó el año jugando 20 partidos y anotando 5 intentos para los Dragons.
El 20 de abril de 2013, Vidot jugó en la Pacific Rugby League International contra Tonga, anotando el único try del samoano en la derrota por 36-4 en el Penrith Stadium. Vidot jugó en 15 partidos y anotó 9 intentos para los Dragons en la temporada 2013 de la NRL. El 15 de octubre, Vidot firmó un contrato por dos años con los Brisbane Broncos. Vidot apareció en los cuatro partidos de la Copa Mundial de Samoa y anotó un try contra Francia en su victoria por 22-6 en el Estadio Gilbert Brutus.
En la Ronda 1 de la temporada, Vidot hizo su debut en el club con los Brisbane Broncos contra los Canterbury-Bankstown Bulldogs en el ala, anotando un try en la victoria de los Broncos por 18-12 en el Estadio ANZ. El 3 de mayo de 2014, Vidot fue seleccionado para jugar con Samoa en la Pacific Rugby League International 2014 contra Fiji en el ala y anotó un try en la victoria por 32-16 en el Penrith Stadium. El 18 de julio de 2014, Vidot fue degradado a la Copa Queensland junto con Jack Reed y Corey Oates después de que infringieron las políticas antialcohol del club a mitad de semana y se perdieron el partido de los Broncos contra los Warriors de Nueva Zelanda en el Estadio Suncorp. Vidot regresó tarde para los Broncos en la Ronda 21 contra los Manly-Warringah Sea Eagles en la derrota de los Broncos por 16-4 en el Brookvale Oval. En la Ronda 24 contra los Newcastle Knights, Vidot jugó el partido número 100 de su carrera en la NRL, anotando un try en la victoria de los Broncos por 48–6 en el Suncorp Stadium. Vidot terminó su primera temporada con los Broncos jugando 23 partidos y anotando 8 intentos.
Vidot jugó en los 3 partidos de Samoa en la serie Cuatro Naciones de 2014, anotando 1 try.
Vidot comenzó la temporada 2015 de la NRL en la Copa de Queensland jugando para los Ipswich Jets como prop cuando el entrenador Wayne Bennett lo despidió debido a su partido de la Serie de la Copa Mundial plagado de errores contra Wigan. El 25 de marzo de 2015, a Vidot se le concedió una licencia compasiva de su contrato con los Broncos después de que fracasara un acuerdo con los South Sydney Rabbitohs. Más tarde, Vidot obtuvo su regreso al equipo Broncos NRL en la Ronda 5 contra los Gold Coast Titans en la victoria de los Broncos por 26-16 en el Robina Stadium. El 2 de mayo de 2015, Vidot jugó para Samoa contra Tonga en la Copa Polinesia de 2015, jugando como lateral y anotó un try en la victoria de Samoa por 18-16 en el Cbus Super Stadium. Vidot terminó la temporada 2015 de la NRL jugando en 8 partidos y anotando 4 intentos para los Broncos.
El 11 de noviembre de 2015, se anunció que Vidot había firmado un contrato de 2 años con el club de la Super League inglesa, los Salford Red Devils, a partir de 2016. Las lesiones impidieron a Vidot tener un impacto inmediato con los Red Devils, y posteriormente debutó con Salford el 7 de mayo en la Challenge Cup como lateral. Sin embargo, no logró marcar un try en la derrota 32-18. Vidot anotó sus dos primeros intentos para los Red Devils en la victoria por 18-12 sobre los Widnes Vikings en la ronda 15 de la temporada regular.
Además de su paso a la Superliga, Vidot participó en una prueba para la WWE, ya que llamó la atención de los cazatalentos de lucha libre de los EE. UU. debido a su tamaño, experiencia como actor y su estatus percibido como un atleta de élite. Reveló en una entrevista que inicialmente recibió una oferta para una prueba de la compañía en 2015, pero la rechazó debido a su buena forma con los Broncos. También afirmó que era un fanático de la lucha libre mientras crecía y que a menudo imitaba a The Undertaker.
Vidot terminó su año de debut en la Superliga jugando 10 partidos y anotando 6 intentos para Salford. Al final de la temporada, Vidot fue liberado de su contrato con Salford por motivos de compasión, citando el deseo de regresar a Australia.
A finales de 2016 se anunció que los Gold Coast Titans estaban interesados en traer a Vidot de regreso a la NRL. Vidot firmó un contrato por un año con los Titans y fue incluido en su equipo de Auckland Nines. Vidot jugó la victoria de los Titans por 30-18 sobre Parramatta Eels en el partido de prueba de pretemporada de Alice Springs e hizo su debut en el club en la Ronda 4, anotando un try en la derrota por 32-26 contra los North Queensland Cowboys. Como los Titans preferían usar a Dale Copley y Anthony Don en las bandas, Vidot fue relegado principalmente a los Burleigh Bears, el club afiliado de los Titans en la competencia de la Copa Queensland. Vidot apareció para los Titans en tres juegos en 2017, anotando dos intentos, antes de retirarse de la liga de rugby al final de la temporada para seguir una carrera de lucha libre profesional en la WWE.

## Carrera en la lucha libre profesional

### WWE (2018-2024)

#### NXT (2018-2023)
En mayo de 2018, Vidot firmó un contrato de desarrollo con WWE.
El 24 de abril de 2020, Vidot hizo su debut en pantalla en el episodio de SmackDown de esa noche perdiendo ante Sheamus. El 20 de octubre, el nombre en el ring de Vidot, Xyon Quinn, fue registrado por WWE. El 16 de julio de 2021, Quinn haría equipo con Odyssey Jones en una derrota ante Austin Theory y Harry Smith en un dark match que tuvo lugar antes de SmackDown, el primer episodio frente a los fanáticos desde marzo de 2020. Debutó en NXT el 24 de agosto en una sorpresiva victoria sobre Boa. El 3 de septiembre, Quinn derrotó a Andre Chase en su debut en 205 Live y regresaría a la marca el 24 de septiembre con una victoria sobre Oney Lorcan, y derrotó a Lorcan por segunda vez en NXT cuatro días después.
Quinn tuvo un breve feudo con Robert Stone después de atravesarlo por una mesa en NXT Halloween Havoc, lo que lo llevó a ser desafiado la semana siguiente, donde cantó y bailó con el tema de Shawn Michaels y venció a Stone en una lucha rápida. En el episodio del 9 de noviembre de NXT, atrajo la atención de Elektra López y Legado Del Fantasma, quienes querían que se uniera al grupo, pero rechazó su oferta, lo que llevó al líder Santos Escobar a desquitarse con él en el episodio de la semana siguiente. Esto llevó a un combate en el episodio del 7 de diciembre de NXT, donde Quinn perdió ante Escobar después de que López lo distrajera con un puño de acero. Quinn comenzó a interrumpir los combates de Legado Del Fantasma en las siguientes semanas, lo que llevó a otro encuentro con Escobar en el episodio del 12 de enero de 2022 de NXT, donde López interfirió y le costó el combate a Quinn. En el episodio del 25 de febrero de NXT Level Up, Quinn perdió contra James Drake.
Quinn comenzó a involucrarse con Draco Anthony y su feudo con Joe Gacy y Harland, cuando Anthony le gritó por tratar de animarlo, lo que llevó a una lucha en el episodio del 12 de abril de NXT donde Quinn lo derrotó. La semana siguiente, Quinn confrontó a Wes Lee por burlarse de su filosofía de run it straight «hacer las cosas bien», lo que llevó a un combate más tarde esa noche, donde Quinn ganó. Quinn estaba programado para enfrentar a Tony D'Angelo en el episodio del 26 de abril de NXT, pero no recibió autorización médica para competir y fue retirado del combate. En el episodio del 10 de mayo de NXT, Quinn cambió a heel después de confrontar a Nathan Frazer para «hacer las cosas bien» y él y Lee se burlaron de Quinn por la frase. Dos semanas más tarde, se burló de Lee después de su combate con Sanga, pero dio marcha atrás cuando este último lo apartó. En el episodio del 31 de mayo de NXT, Quinn luchó contra Lee en otro combate pero perdió.
El 20 de septiembre, Quinn confrontó a Quincy Elliott celebrando su victoria debut de la semana pasada y le dio consejos sobre cómo ser una superestrella imitándolo para desarrollar su factor X. Después de derrotar a Hank Walker en el episodio del 4 de octubre de NXT, intentó atacar a Walker, pero Elliott lo detuvo y abandonó el ring. Dos semanas después, Quinn intentó obligar a la luchadora de SmackDown Shotzi a ser su copresentadora de Halloween Havoc, pero fue interrumpido por Elliott, que quería el mismo trabajo que él. Esto llevó a un combate en el que Quinn perdió contra Eliott después de que Walker frustrara su intento de hacer trampa. Quinn hizo su debut en el plantel principal el 10 de noviembre en el episodio de Main Event con una victoria sobre Akira Tozawa. En el episodio del 23 de marzo de 2023 de NXT, Quinn compitió en una battle royal de 20 hombres para reclamar un lugar en la lucha por el Campeonato Norteamericano de NXT en Stand & Deliver, siendo eliminado por Oro Mensah.

#### 2023-2024
Durante el WWE Draft en abril de 2023, Quinn fue anunciado como agente libre, lo que significaba que podría aparecer tanto en Raw como en SmackDown. En el episodio del 1 de marzo de 2024 de SmackDown, Quinn perdió ante Bron Breakker en un squash match de seis segundos que sería su último combate en la WWE. El 19 de abril de 2024, Quinn fue liberado de su contrato con la WWE.